# Nativismo

Historia de las primeras migraciones humanas: Homo erectus, neandertales y sapiens

El nativismo es una ideología o pensamiento político y social que defiende o privilegia a los nativos o autóctonos de un territorio y sus intereses, y, por tanto, rechaza a los inmigrantes extranjeros. Por ende, los nativistas suelen promover medidas para restringir la inmigración.
Según Cas Mudde y Cristóbal Rovira Kaltwasser, para quienes el nativismo es uno de los componentes esenciales del populismo de derecha, «el nativismo alude a la idea de que en los estados deberían habitar exclusivamente miembros del grupo nativo (“la nación”) y de que los elementos no nativos (“extranjeros”) son una amenaza fundamental para el estado-nación homogéneo». En este sentido, el nativismo sería una combinación de nacionalismo y xenofobia y su ideal político sería la etnocracia (y el monoculturalismo).
El nativismo es una de las expresiones del nacionalismo demográfico donde los extranjeros nunca son bien recibidos, ya sea por el conjunto de toda la sociedad o por alguno de los grupos étnicos de dicha sociedad, al considerar a los extranjeros distintos a ellos, por origen geográfico, religión o cualquier otro rasgo socioeconómico.

## Nativismo y migración

### Argumentos nativistas contra la inmigración

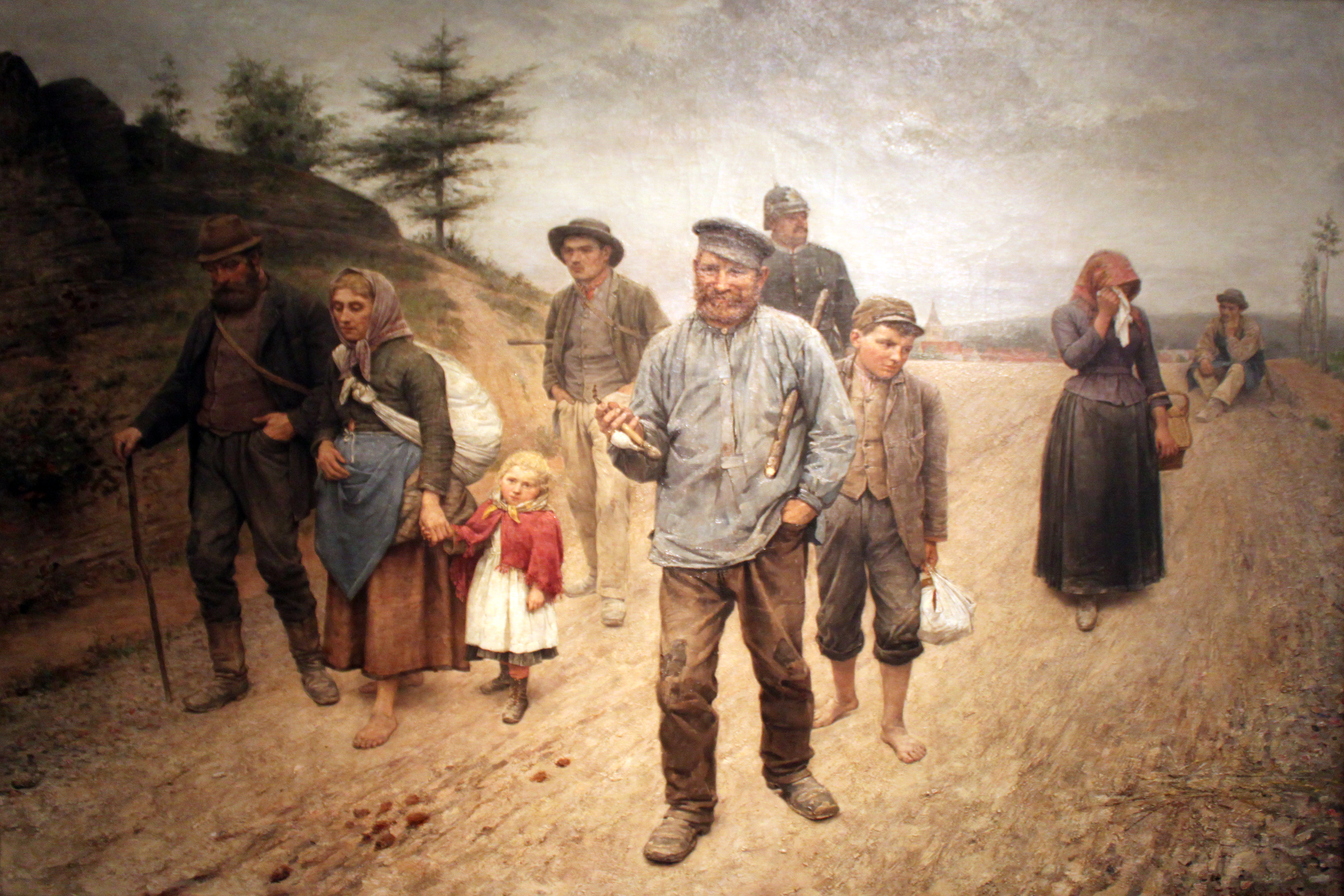
"Los expulsados" 1889 Josef Rolletscheck (1859-1934). Un gendarme vigila la circulación de trabajadores inmigrantes. El crecimiento demográfico y la industrialización provocaron una migración laboral a gran escala.

Según Fetzer (2000), la oposición a la inmigración comúnmente surge en muchos países debido a problemas de identidad nacional, cultural y religiosa. El fenómeno se ha estudiado especialmente en la angloesfera, así como en la Europa continental. Por ende, la oposición a la inmigración se basa en el temor de que los inmigrantes distorsionen o arruinen los valores culturales existentes.
El sentimiento restrictivo de la inmigración se suele justificar con uno o más de los siguientes argumentos y reclamos sobre inmigrantes:
- Gasto público: Los gastos del gobierno pueden excederse en los ingresos públicos relacionados con los nuevos inmigrantes.
- Idioma: Se aíslan en sus propias comunidades y se niegan a aprender el idioma local.
- Empleo: Adquieren trabajos que de otro modo habrían estado disponibles para los ciudadanos nativos, deprimiendo el empleo nativo; Crean un exceso de oferta laboral, acompañados de salarios deprimentes.
- Patriotismo: Dañan un sentido de comunidad y nacionalidad, basado en la etnicidad o la cultura.
- Medio ambiente: Incrementan el consumo de recursos escasos; su desplazamiento de economías de baja a alta contaminación aumenta la contaminación.
- Bienestar: Hacen un fuerte e intensivo uso de los sistemas de bienestar social.
- Sobrepoblación: Pueden sobrepoblar países.
- Cultura: Pueden superar en número a una población nativa y reemplazar su cultura con la suya propia.
- Vivienda: Incrementan los precios de la vivienda; las familias de inmigrantes reducen las vacantes y causan aumentos de renta.

### Críticas a los argumentos nativistas contra le emigración

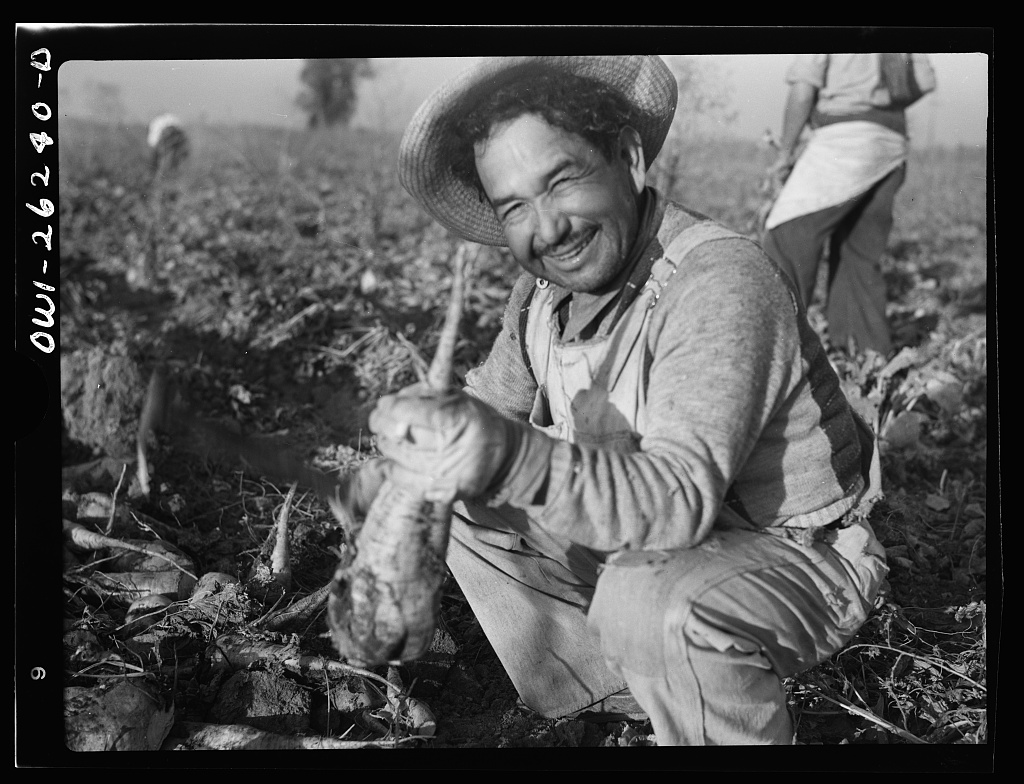
Agricultor mejicano cortando remolacha azucarera. California, Estados Unidos, 1943

Ingar Solty, investigador de la Fundación Rosa Luxemburgo de Berlín ha acuñado el término "sociedad del miedo al declive" ("Abstiegandstgesellschaft", en alemán) para referirse a las sociedades que sufren angustia ante el futuro y en  períodos de declive económico. La oposición a la emigración, la xenofobia, propia de los discursos de extrema derecha, es un síntoma de la percepción de declive y crisis económica, fundamentalmente de las sociedades occidentales, Estados Unidos y Europa fundamentalmente, en la que las élites y la parte más desfavorecida de sus sociedades sufren y no pueden admitir como iguales a quienes son considerados inferiores, añorando la época colonial y olvidando sus crímenes y extractivismo económico. Solty junto con otros autores -Börocz, Hansen, Varoufakis, Milanovic, Münchau- consideran que en situaciones de declive, y en concreto en Europa, el análisis de su situación es completamente erróneo si se culpa a los emigrantes -las víctimas más desfavorecidas-, en vez de a los responsables políticos de la austeridad, en el caso de Europa. Los argumentos utilizados contra los emigrantes son, desde ese punto de vista equivocados, falaces, simples, racistas y populistas.
- El giro económico global hacia los países asiáticos es una de las consecuencias del fin del colonialismo. Europa, por población, recursos y tecnología estaría por detrás de Estados Unidos, China y en unos años de India. Sus políticas económicas neoliberales y de austeridad de las últimas décadas habrían perjudicado a una parte importante de la sociedad, potenciado el surgimiento de la ultraderecha.[17] Además,
- Los inmigrantes contribuyen, mediante el consumo y los impuestos directos e indirectos al incremento del PIB y los ingresos públicos.[18][19]
- En un porcentaje muy alto desempeñan trabajos rechazados por la población nacional: servicios (empleadas de hogar, cuidados, hostelería), construcción, industria y agricultura.[20]
- La media de edad de los emigrantes es baja por lo que hacen un uso escaso de los sistemas de salud, prevención y bienestar social de los estados.[21]
- Las migraciones por situaciones de pobreza, cambio climático, guerra, persecución son constantes e inevitables, las sociedades atractivas son aquellas que ofrecen cercanía, mejor situación económica y cultura próxima o similar. En sociedades envejecidas como Europa, la inmigración supone la incorporación de nueva población joven.[22]
- La identificación de rasgos de la cultura mayoritaria en un estado excluye a la diversidad cultural de los países. No suele haber homogeneidad total de lengua y religión, costumbres, etc. La lengua y la religión no son conceptos cerrados para construir identidades nacionales. Además su imposición (religión, lengua) es un violación de los derechos humanos.[23][24]

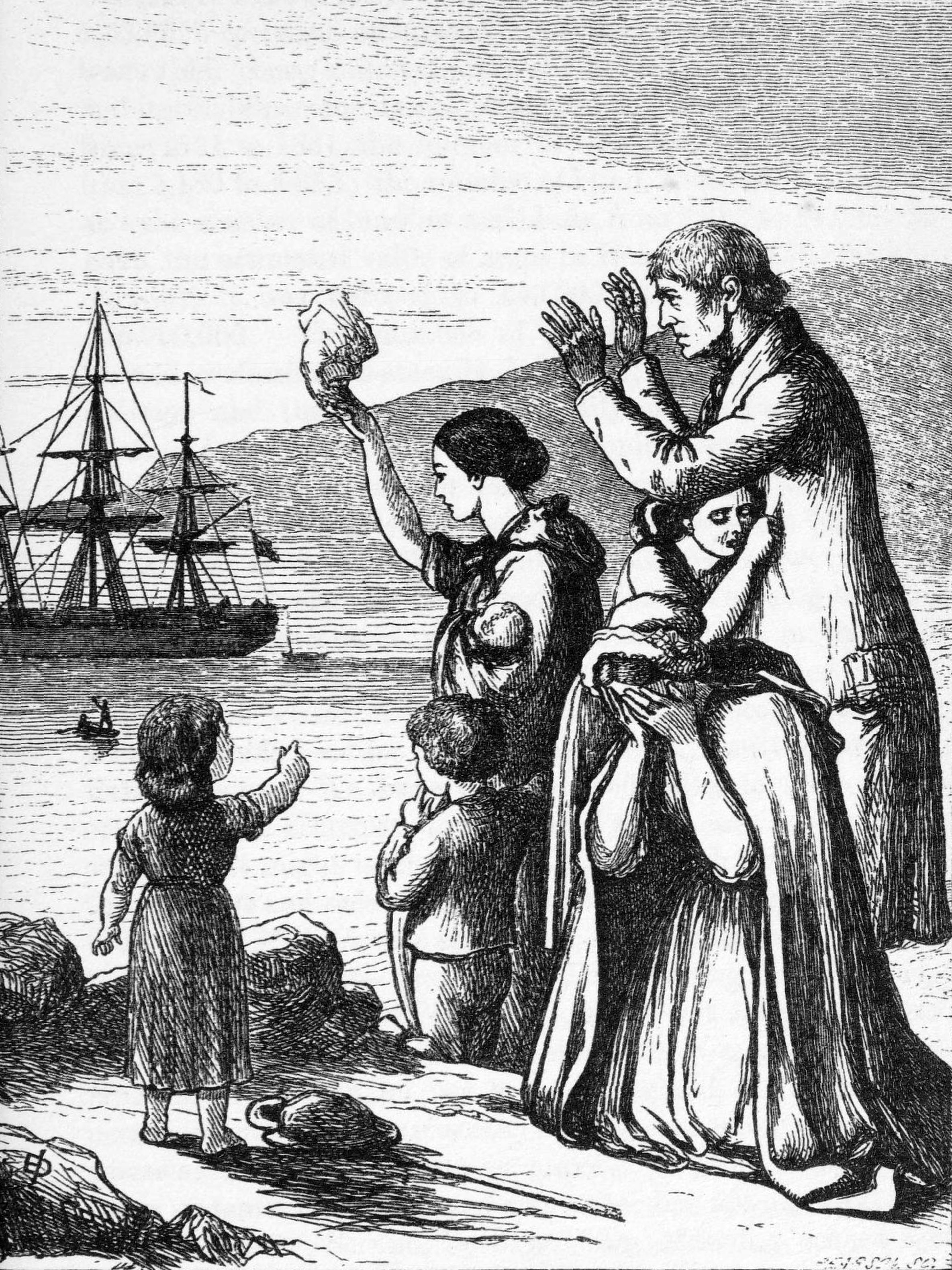
«Despedida a los emigrantes que dejan Irlanda con destino a Estados Unidos». Grabado de Henry Doyle (1827–1892) del libro Historia ilustrada de Irlanda, de Mary Frances Cusack, 1868. Los irlandeses fueron un grupo muy numeroso en la inmigración a Estados Unidos.

## Nativismo en Estados Unidos
Es reseñable el caso de Estados Unidos, sociedad abierta multiétnica, con una población de unos 326 millones de habitantes, donde solamente unos 4 millones son descendientes de los pueblos nativos de los Estados Unidos, y el resto de población es fruto de la inmigración muy reciente en términos históricos: ingleses, irlandeses, alemanes, italianos, rusos, otros europeos, africanos, chinos, japoneses, filipinos y latinoamericanos, así como musulmanes y judíos. Dependiendo de la época histórica, los grupos más numerosos que emigraron inicialmente a Estados Unidos rechazaban a los grupos menos numerosos que les siguieron y así sucesivamente, produciéndose cierta integración con el paso del tiempo pero permaneciendo en el colectivo imaginario de dicha sociedad una gradación de nacimiento y de jerarquización de derechos relacionados con la mayor antigüedad de los antepasados emigrantes.
En palabras de Jared Diamond, en su libro de 2019 Crisis:

La realidad es que todos los estadounidenses son o bien inmigrantes, o bien descendientes de inmigrantes. La amplia mayoría emigró al país en los últimos cuatro siglos... E incluso los nativos americanos son descendientes de inmigrantes hace como mínimo trece mil años.

Aunque las raíces del nativismo se remontan a la colonización de Estados Unidos por europeos —con la conquista y desplazamiento de la población nativa y su reclusión en reservas indias—, el nativismo se va construyendo con sucesivas limitaciones a la nueva inmigración (alemana, europea, china, hispana). El nativismo apareció con fuerza como oposición a la Revolución francesa y con limitaciones a la concesión de la nacionalidad —aprobación de leyes de extranjería, sedición y nacionalidad—. El término «nativismo» se utilizó por primera vez en 1844, pero el término «nativismo» no se refiere a los nativos americanos sino a los descendientes de las denominadas primeras trece colonias. El nativismo continuó su expansión con la limitación periódica a la inmigración cuando las circunstancias económicas o políticas lo hacían conveniente. 
En la década de 1980 se fundan grupos considerados claramente nativistas, que fueron financiados en su mayoría por John Tanton, considerado como uno de los principales promotores del movimiento nativista. Tanton proclamaba la destructiva «avalancha latina» que previsiblemente iba a invadir los Estados Unidos.
La Federación Norteamericana para la Reforma de la Inmigración (FAIR, por sus siglas en inglés), fue fundada por Tanton en 1979 y es posiblemente la organización sin ánimo de lucro antiinmigración más importante. Es abiertamente antilatina y anticatólica. Destaca su intolerancia y la defensa oportunista de la eugenesia, que defiende el exterminio de los 'inferiores', la esterilización para favorecer que solamente puedan engendrarse seres humanos considerados mejores. La eugenesia ha sido desacreditada por sus claros vínculos nazis. Un personaje considerado racista y nativista es Garrett Hardin, famoso por su libro Tragedia de los bienes comunales.
Las políticas antiinmigratorias de Estados Unidos durante el trumpismo se pueden considerar nativista ya que promueven medidas natalistas para la raza blanca originaria de la primera colonización europea junto con políticas severas ante la inmigración hispana ante un temor a la hispanización de Estados Unidos.
En 2025, en Estados Unidos se consideran nativistas las propuestas que aparecen en el Proyecto 2025 de la Heritage Foundation; también organizaciones de extrema derecha antisemitas como Old Glory Club.

## Nativismo en Brasil
La élite brasileña deseaba el blanqueamiento racial del país. Brasil alentó la inmigración europea, pero la inmigración no blanca siempre enfrentó una reacción negativa considerable. El 28 de julio de 1921, los diputados Andrade Bezerra y Cincinato Braga propusieron una ley cuyo artículo 1 establecía: «Se prohíbe la inmigración de individuos de raza negra a Brasil». El 22 de octubre de 1923, el diputado Fidélis Reis presentó otro proyecto de ley sobre la entrada de inmigrantes, cuyo artículo quinto decía lo siguiente: «Se prohíbe la entrada de colonos de raza negra a Brasil. Para los [inmigrantes] asiáticos se permitirá cada año un número igual al 5 % de los residentes en el país. (...)».
En los siglos XIX y XX, hubo sentimientos negativos hacia las comunidades de inmigrantes alemanes, italianos, japoneses y judíos, que conservaron sus lenguas y culturas en lugar de adoptar hábitos portugueses y brasileños (de modo que hoy en día, Brasil tiene la mayor cantidad de comunidades en América de habla veneciana y la segunda mayor cantidad de alemanes), y se los consideraba particularmente propensos a formar guetos y a tener altas tasas de endogamia (en Brasil, se considera habitual que personas de diferentes orígenes se casen), entre otras preocupaciones.
Años antes de la Segunda Guerra Mundial, el gobierno de Getúlio Vargas inició un proceso de asimilación forzada de personas de origen inmigrante en Brasil. En 1933, se aprobó por amplia mayoría una enmienda constitucional que establecía cuotas de inmigración sin mencionar raza ni nacionalidad y prohibía la concentración poblacional de inmigrantes. Según el texto, Brasil no podría recibir más del 2 % del total de ingresantes de cada nacionalidad que se habían recibido en los últimos 50 años. Sólo los portugueses fueron excluidos. Las medidas no afectaron a la inmigración de europeos como italianos y españoles, que ya habían entrado en gran número y cuyo flujo migratorio iba a la baja. Sin embargo, las cuotas de inmigración, que permanecieron vigentes hasta la década de 1980, restringieron la inmigración japonesa, así como la inmigración coreana y china.
Durante el conflicto bélico, por ejemplo, hubo violentas revueltas en la comunidad japonesa en varios estados cuando el emperador Hirohito declaró la rendición japonesa y afirmó que él no era realmente una deidad, noticia que fue vista como una conspiración perpetrada con el fin de dañar el honor japonés. Sin embargo, esto se produjo tras la hostilidad del gobierno. La comunidad brasileña japonesa estuvo fuertemente marcada por medidas restrictivas cuando Brasil declaró la guerra a Japón en agosto de 1942. Los brasileños japoneses no podían viajar por el país sin un salvoconducto emitido por la policía, se cerraron más de 200 escuelas japonesas y se incautaron equipos de radio para impedir transmisiones en onda corta desde el país asiático.
En la actualidad, el nativismo en Brasil afecta principalmente a inmigrantes de otras partes del llamado Tercer Mundo, como la nueva ola de árabes levantinos (esta vez, en su mayoría musulmanes de Palestina en lugar de cristianos abrumadoramente de Siria y Líbano), asiáticos del sur y este (principalmente chinos continentales), hispanohablantes y amerindios de países vecinos de América del Sur y, especialmente, africanos occidentales y haitianos. Después del terremoto de Haití de 2010 y la considerable inmigración ilegal al norte de Brasil, un debate posterior en la población se centró en las razones por las que el país tiene leyes y una aplicación tan laxas en materia de inmigración ilegal.

## Nativismo y economía

### Nativismo irracional y racionalidad económica del Holocausto
Para Martín Alonso Zarza —basándose en los estudios de Götz Aly, Adam Tooze y Fabrice d’Almeida—, el nativismo estaría también ligado a las grandes operaciones económicas y políticas. Según el alemán Aly y el británico Tooze el expolio que hizo la Alemania nazi en otros países —materias primas, arte, etcétera—, y de manera obsesiva a la población judía, se hizo con racionalidad económica; según el francés D’Almeida, las medidas económicas modelan los usos sociales de la elite beneficiaria principal del expolio económico nazi. Para estos autores, Auschwitz se puede explicar desde la racionalidad utilitarista, aunque ideológicamente se quiera presentar como fruto de una cosmovisión irracional racista y antisemita. La justificación emocional nativista escondería una serie de intereses económicos que no pueden declararse abiertamente.

## Críticas al nativismo
Si bien el nativismo reclama la condición de ciudadanía, con todos sus derechos, solamente para aquellos que son naturales, que han nacido, en un determinado territorio —país, nación, estado— suelen entrar en contradicción flagrante, ya que en la mayoría de las sociedades los movimientos de población —migraciones— tanto de inmigración como de emigración, son constantes a lo largo de la historia y, retrocediendo muy pocas generaciones, la mayoría de la población es inmigrante en el territorio en que habita, excepto en escasas poblaciones indígenas que podrían remontarse a períodos históricos más largos, pero que fueron, necesariamente e inicialmente, migrantes no nativos.